# والاس رید
والاس رید (انگلیسی: Wallace Reid؛ ۱۵ آوریل ۱۸۹۱ – ۱۸ ژانویهٔ ۱۹۲۳) هنرپیشه و کارگردان اهل ایالات متحده آمریکا بود.

## گزیده فیلم‌شناسی
- تصویر دوریان گری (۱۹۱۳ کوتاه)
- تولد یک ملت (۱۹۱۵)
- کارمن (۱۹۱۵)
- تعصب (۱۹۱۶)
- بیگ تیمبر (۱۹۱۷)
- گروگان (۱۹۱۷)
- منبع (۱۹۱۸)
- دیکتاتور (۱۹۲۲)
- قهرمان جهان (۱۹۲۲)
- هالیوود (۱۹۲۲ آخرین نقش سینمایی)